# 249519 Whitneyclavin
249519 Whitneyclavin este un asteroid din centura principală de asteroizi.

## Descriere
249519 Whitneyclavin este un asteroid din centura principală de asteroizi. A fost descoperit pe 11 februarie 2010 în Statele Unite, în cadrul programului WISE. Asteroidul prezintă o orbită caracterizată de o semiaxă mare de 2,68 ua, o excentricitate de 0,09 și o înclinație de 7,2° în raport cu ecliptica.